# Bucculatrix latella
Bucculatrix latella är en fjärilsart som beskrevs av Braun 1918. Bucculatrix latella ingår i släktet Bucculatrix och familjen kronmalar. Inga underarter finns listade i Catalogue of Life.